# Bördemuseum Lamstedt
Das Bördemuseum (Karl-Heinz-Meyer-Huus bzw. Bördehuus) in der niedersächsischen Gemeinde Lamstedt, Hinter den Höfen 11, Samtgemeinde Börde Lamstedt, im Landkreis Cuxhaven stammt aus dem 19. Jahrhundert.
Aktuell (2024) wird es als Heimatmuseum genutzt.
Das Gebäude steht unter Denkmalschutz (siehe auch Liste der Baudenkmale in Lamstedt).

## Geschichte und Beschreibung
Lamstedt wurde erstmals 1115 als parochia lamstede erwähnt. 1746 wird ein Bevollmächtigter (Amtmann) für die Börde Lamstedt erwähnt. 1963 schlossen sich 13 Gemeinden zur Samtgemeinde zusammen. Börde (plattdeutsch bören) bedeutet so viel wie tragen oder heben. Die Börde war früher ein Bezirk, dessen Einwohner gemeinsam die öffentlichen Lasten zu bören, das heißt zu tragen hatten, im Sinne von Steuerhebebezirk.
Börde bedeutet auch eine norddeutsche, durch relative Trockenheit und Wärme naturbegünstigte, flachwellige Hügellandschaft (z. B. Magdeburger Börde).

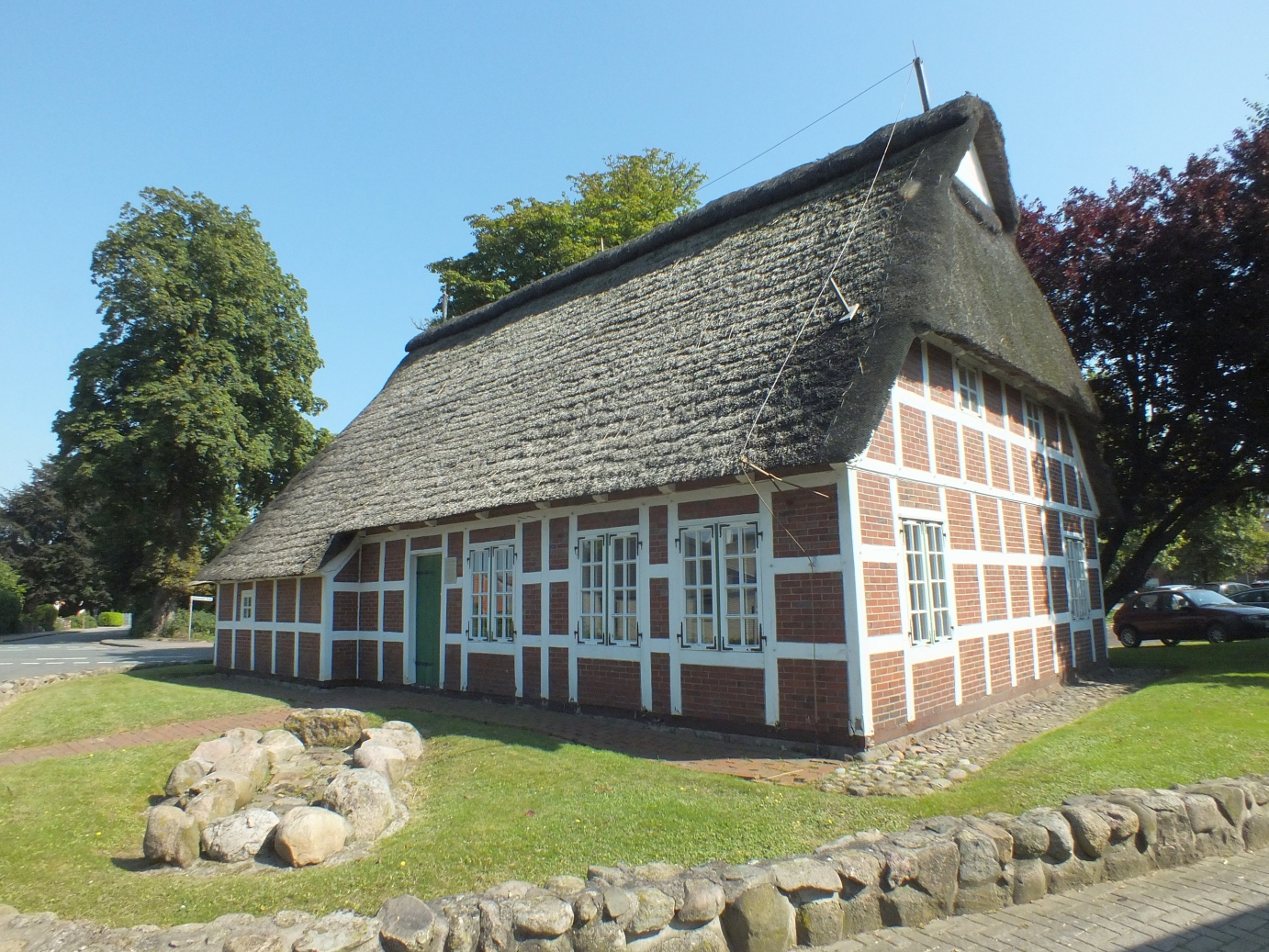
Wohngiebel

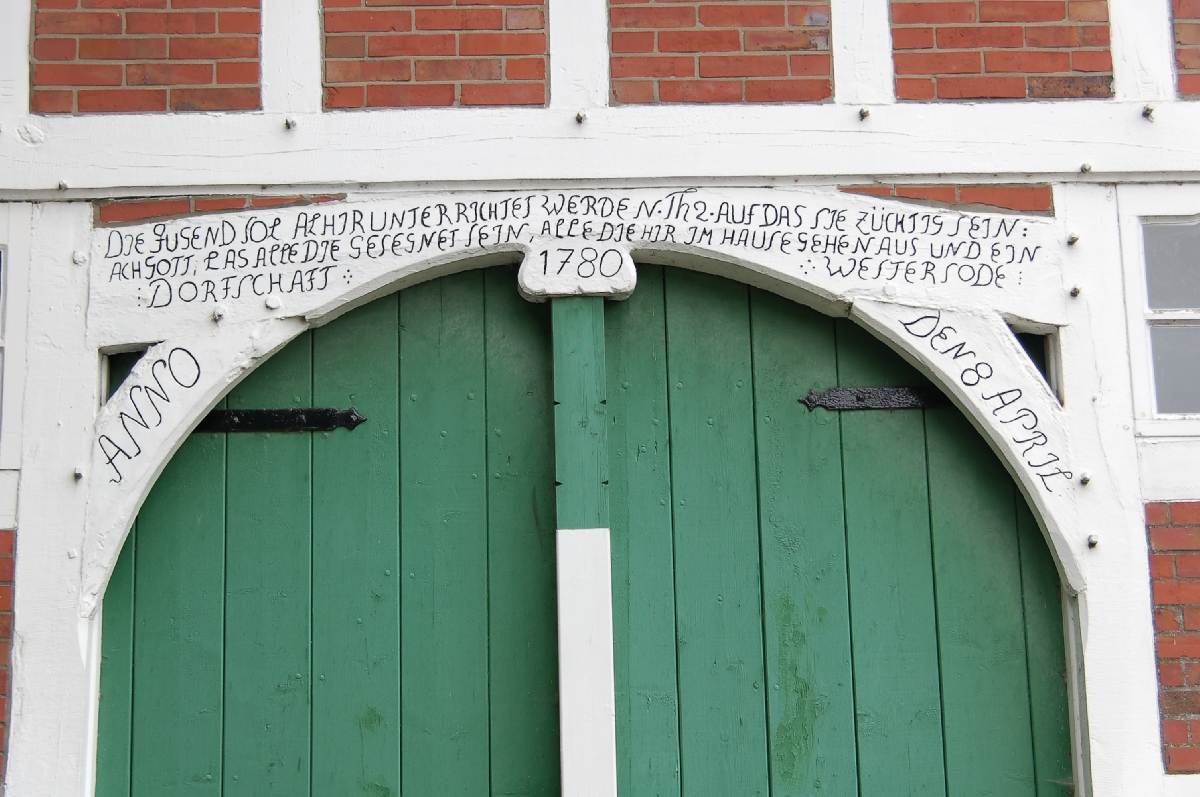
Groote Door von 1780

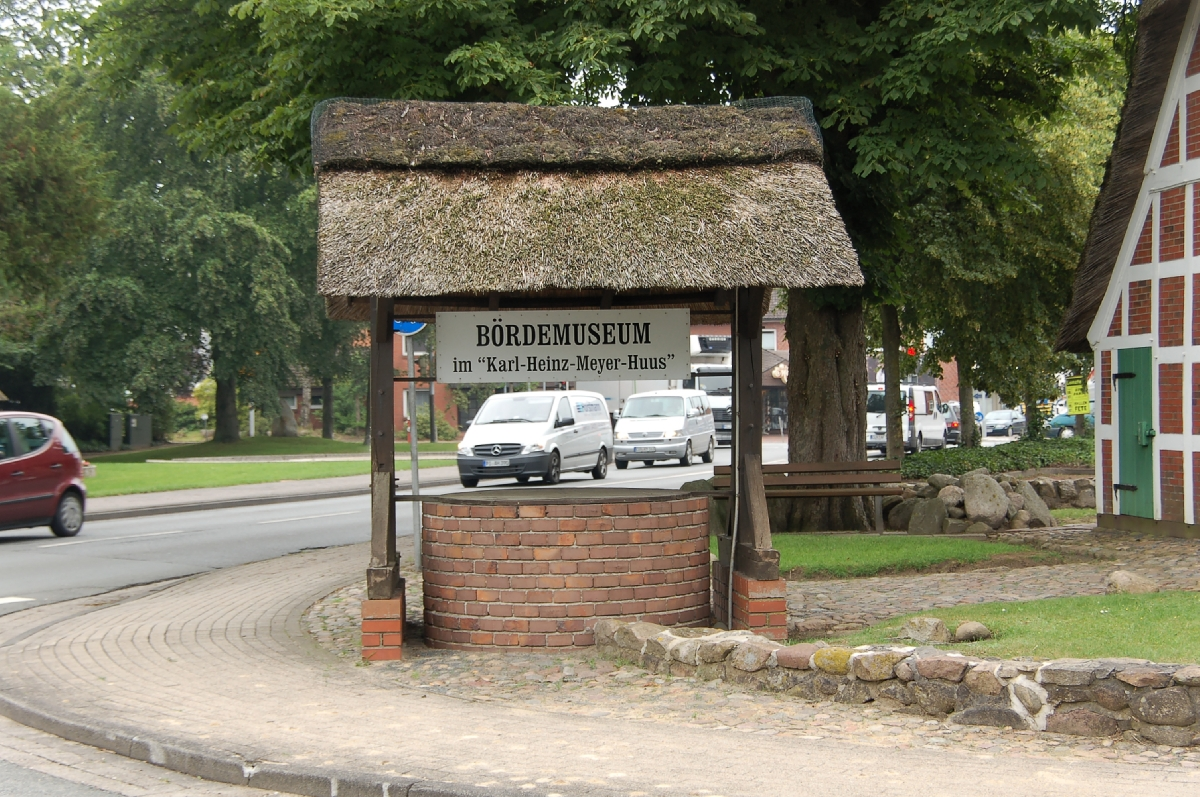
Brunnen und Vorplatz

Das eingeschossige giebelständige Eckgebäude als Hallenhaus in Fachwerk mit Steinausfachungen und mit reetgedecktem Krüppelwalmdach wurde 1848 (Inschrift) an der Hemsothstraße als Wohn-/ Wirtschaftsgebäude gebaut und 1964 an den heutigen Standort versetzt. Der Wirtschaftsteil ist dabei teils erneuert und um ein Fach verkürzt worden. Im Giebel mit Uhlenloch wurde dabei eine Groote Door mit Korbbogen von 1780 (Inschrift) aus Westersode eingebaut. Der Wohnteil ist eingerückt.
Für das Bördemuseum fand 1964 durch den Heimatpfleger Karl-Heinz Meyer die Grundsteinlegung statt. Es stellt bäuerliches Kulturgut aus. Schwerpunkt hierbei sind die alten Geestbauerntrachten. Zu sehen sind u. a. weiterhin: Der originalgetreue Nachbau einer alten Schmiedewerkstatt, über zweihundert Jahre alte Schränke und alte Truhen, eine Holzschuhmacher- und eine Schneiderwerkstatt, bäuerliches Acker- und Küchengerät, eine familienkundliche Stammtafel, eine typische Wohn- und Börde-Heimatpfleger-Schlafstube mit gusseisernem Ofen von 1656 sowie alte Bücher. Der Börde-Heimatpfleger betreut das Museum.
Das Landesdenkmalamt befand u. a.: „… 1964 an seinen jetzigen Standort transloziert …“